# Cataglyphis emeryi
Cataglyphis emeryi är en myrart som först beskrevs av Vladimir Aphanasjevich Karavaiev 1910.  Cataglyphis emeryi ingår i släktet Cataglyphis och familjen myror.

## Underarter
Arten delas in i följande underarter:
- C. e. abdominalis
- C. e. emeryi
- C. e. karavaiewi